# Caselwitz-Grochlitz (1922)
Caselwitz-Grochlitz war eine kurzlebige Gemeinde im thüringischen Landkreis Greiz.

## Lage
Die Gemeinde lag im Wesentlichen westlich über dem Tal der Weißen Elster auf zwei Bergkämmen. Im Westen lag Moschwitz, im Nordwesten Untergrochlitz und im Nordosten die Stadt Greiz. Östlich der Gemeinde lag im Tal die Gemeinde Dölau (Greiz).

## Geschichte
Caselwitz-Grochlitz entstand am 1. Januar 1922 bei der Fusion der Gemeinden Caselwitz und Obergrochlitz. In der Folge wurde der Caselwitzer Ort Neucaselwitz, der direkt an Obergrochlitz grenzte, dorthin eingebunden. Die damals noch zu Caselwitz gehörenden Krellenhäuser kamen zu Moschwitz. Nach nur zehnmonatigem Bestehen wurde die Gemeinde am 1. Oktober 1922 zusammen mit zahlreichen weiteren Orten in die Stadt Greiz eingemeindet. Der neue Stadtteil „Caselwitz-Grochlitz“ wurde später in Obergrochlitz/Caselwitz umbenannt.